# Daniel Lundgren (kyrkomålare)
Daniel Lundgren var en svensk kyrkomålare, verksam i början av 1700-talet. 
Lundgren färdigställde 1728 takmålningen Yttersta domen i Sturkö kyrka i samband med att medeltidskyrkan revs 1878 monterades målningen ner och förvaras numera vid Blekinge läns museum.  